# Hypselistes australis
Hypselistes australis är en spindelart som beskrevs av Saito och Ono 200. Hypselistes australis ingår i släktet Hypselistes och familjen täckvävarspindlar. Inga underarter finns listade i Catalogue of Life.